# Ászár
Ászár là một thị trấn thuộc hạt Komárom-Esztergom, Hungary. Thị trấn này có diện tích 18,69 km², dân số năm 2010 là 1968 người, mật độ 105 người/km².